# Manny Farber
Emanuel "Manny" Farber (Arizona], 20 de fevereiro de 1917 — Encinitas, 18 de agosto de 2008) foi um pintor, crítico de cinema e escritor norte-americano.